# Eine zuviel in Tourlezanne
Eine zuviel in Tourlezanne ist eine französische Fernsehserie. Die Serie umfasst eine Staffel mit 13 Folgen und wurde vom 23. Juni bis zum 12. September 1967 im ZDF ausgestrahlt. Die Serie lief unter dem Titelzusatz Landärztin in den Pyrenäen.

## Handlung
Cécilia Baudouin tritt ihre neue Arbeitsstelle als Ärztin in dem kleinen abgelegenen Dorf Tourlezanne in den Pyrenäen an. Die Einheimischen verhalten sich ihr gegenüber ablehnend und so fällt es ihr anfangs nicht leicht, Kontakt zu den Einwohnern herzustellen. Zumal sie die erste Frau ist, die als Ärztin praktiziert. Doch mit ihrer Kompetenz, viel Geduld und ihrem Einfühlungsvermögen gelingt es ihr mit der Zeit, das Vertrauen der Dorfbewohner zu gewinnen.

## Episodenliste
| Nr. (ges.) | Nr. (St.) | Deutscher Titel              | Originaltitel                | Erstausstrahlung Frankreich | Deutschsprachige Erstausstrahlung (D) |
| ---------- | --------- | ---------------------------- | ---------------------------- | --------------------------- | ------------------------------------- |
| 1          | 1         | Keine Blumen zur Begrüßung   | L'Enfant blessé              | 9. Apr. 1966                | 23. Juni 1967                         |
| 2          | 2         | Der unsichtbare Freund       | L'Ami invisible              | 16. Apr. 1966               | 30. Juni 1967                         |
| 3          | 3         | Gefahr für das Dorf          | Un homme en trop             | 23. Apr. 1966               | 7. Juli 1967                          |
| 4          | 4         | Viel Alkohol und die Folgen  | L'Américain peu tranquille   | 30. Apr. 1966               | 14. Juli 1967                         |
| 5          | 5         | Das geheimnisvolle Gemälde   | Le Tableau miraculeux        | 7. Mai 1966                 | 21. Juli 1967                         |
| 6          | 6         | Diagnose: Vergiftung         | La Mort d'un facteur         | 14. Mai 1966                | 28. Juli 1967                         |
| 7          | 7         | Wirbel um ein Skelett        | Cécilia médecin légiste      | 21. Mai 1966                | 4. Aug. 1967                          |
| 8          | 8         | Die Leute vom Film           | L'Enfant téléguidé           | 28. Mai 1966                | 11. Aug. 1967                         |
| 9          | 9         | Zwischen Pflicht und Mitleid | Les Cinéastes                | 4. Juni 1966                | 18. Aug. 1967                         |
| 10         | 10        | Geburtshilfe – ferngesteuert | Secret professionnel         | 11. Juni 1966               | 25. Aug. 1967                         |
| 11         | 11        | Der Tod des Postboten        | La Fille du guérisseur       | 25. Juni 1966               | 29. Aug. 1967                         |
| 12         | 12        | Die Tochter des Kurpfuschers | Le Village empoisonné        | 2. Juli 1966                | 5. Sep. 1967                          |
| 13         | 13        | In schlechter Gesellschaft   | Les Mauvaises Fréquentations | 9. Juli 1966                | 12. Sep. 1967                         |